# Christophe Dumaux

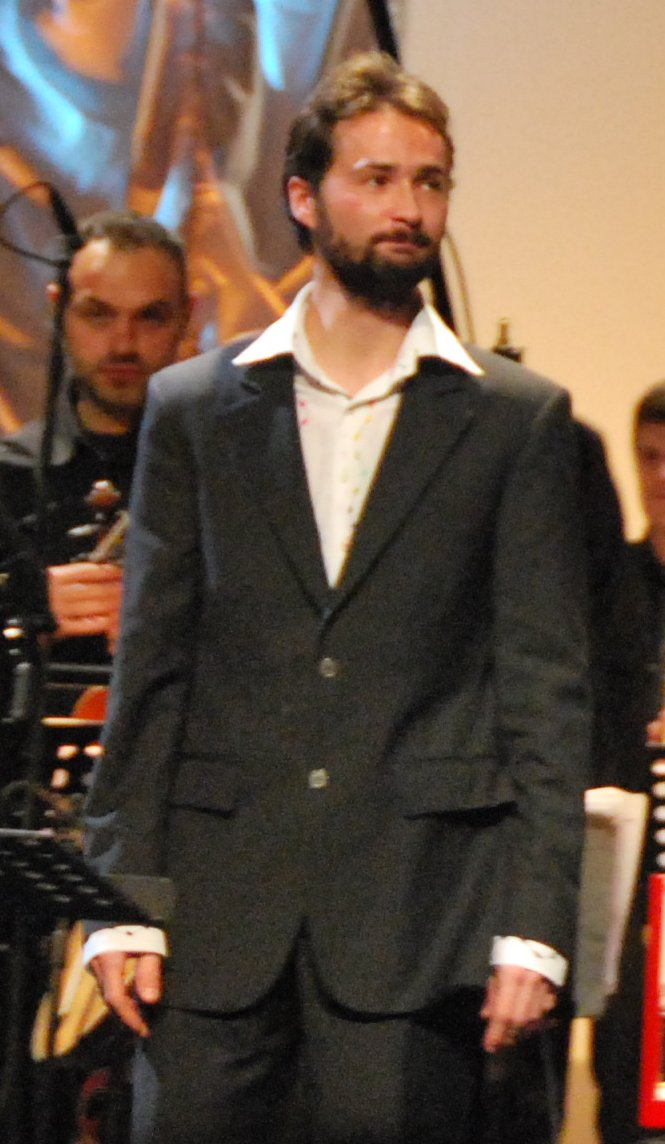
Christophe Dumaux

Christophe Dumaux (geboren 1979) ist ein französischer Countertenor.

## Leben und Karriere
Christophe Dumaux studierte ursprünglich Gesang und Cello am Konservatorium von Châlons-en-Champagne, er wechselte 2000 ans Conservatoire de Paris in Paris. Im Juli 2002 gab er mit 22 Jahren sein Debüt – als Eustazio in Händels Rinaldo – beim Festival de Radio France in Montpellier. Diese Inszenierung unter der musikalischen Leitung von René Jacobs war später auch bei den Innsbrucker Festwochen der Alten Musik und an der Berliner Staatsoper zu sehen.
Seither singt Dumeaux als Solist gemeinsam mit führenden Barockensembles, unter anderem William Christies Le Jardin des Voix, Les Arts Florissants, Emmanuelle Haïms Le Concert d’Astrée und Il Combattimento Consort (Amsterdam).
2003 folgte sein USA-Debüt beim Spoleto Festival in Charleston, South Carolina in der Titelrolle von Händels Tamerlano. Bedeutende Rollendebüts an wichtigen Opernhäusern folgten: 2004 der Giuliano in Cavallis Eliogabalo am Théâtre de la Monnaie in Brüssel und der Ottone in Händels Agrippina an der Santa Fe Opera, 2005 der Ottone in Monteverdis L’incoronazione di Poppea an der Opéra National de Paris  und der Tolomeo in Händels Giulio Cesare in Egitto beim Glyndebourne Festival, 2006 schließlich der Unulfo in Händels Rodelinda an der New Yorker Metropolitan Opera. Als Händel-Spezialist singt er auch die Titelpartien Sosarme und Orlando, sowie den Armindo in Agrippina.
2009 sang Dumeaux den Hamor in Jephtha unter der musikalischen Leitung von Ivor Bolton und der Regie von Jonathan Duverger und Jean-Marie Villégier an der Straßburger Oper und The Voice of Apollo in Brittens Death in Venice am Theater an der Wien. 2010 debütierte er am De Nederlandse Opera in Amsterdam in einer Neuproduktion von Francesco Bartolomeo Contis Don Chisciotte in Sierra Morena und an der Vlaamse Opera in der Titelpartie von Francesco Cavallis Giasone. 2011 kehrte Christophe Dumaux für zwei Neuproduktionen an die Opéra National de Paris zurück: als Akhmatova von Bruno Mantovani und als Tolomeo im Giulio Cesare. Im gleichen Jahr debütierte er in den Titelrollen des Giulio Cesare in Versailles und des Rinaldo in Glyndebourne. Beide Inszenierungen bekamen hervorragende Kritiken.
Bei den Salzburger Pfingstfestspielen 2012 sang er erneut den Tolomeo – diesmal an der Seite von Cecilia Bartoli und drei weiteren berühmten Countertenören (Jaroussky, Kowalski, Scholl). Diese Produktion wurde auch bei den Salzburger Festspielen im August 2012 gezeigt. Im November 2012 gab Dumeaux sein Debüt am Opernhaus Zürich. 2013 sang er wieder im Theater an der Wien, an der Met, in Paris, Madrid und Zürich.
Bei den Salzburger Festspielen im Sommer 2025 sang er die Titelfigur in Händels Giulio Cesare in Egitto.

## Aufnahmen
- Haendel: Rinaldo. Mit Vivica Genaux; Miah Persson; James Rutherford; Inga Kalna; Lawrence Zazzo; Dominique Visse; Freiburger Barockorchester, Dirigent: René Jacobs (Harmonia Mundi; 2003)
- Georg Frideric Handel: Giulio Cesare. DVD mit Sarah Connolly, Christopher Maltman, Patricia Bardon; Angelika Kirchschlager; Danielle de Niese; Rachid Ben Abdeslam; Orchestra of the Age of Enlightenment, Dirigent: William Christie; Glyndebourne Festival Chorus (BBC/Opus Arte; 2006)
- Handel: Partenope. Doppel-DVD mit Andreas Scholl; Inger Dam Jensen; Tuva Semmingsen; Bo Kristian Jensen; Palle Knudsen; Concerto Copenhagen, Dirigent: Lars Ulrik Mortensen; Regie: Francisco Negrín (Decca; 2009)
- Handel: Arias. Mit FestspielOrchester Göttingen, Dirigent: Laurence Cummings (Accent; 2020)
- Haendel: Orlando. 3 CDs mit La Grande Écurie et la Chambre du Roy, Dirigent: Jean-Claude Malgoire (Harmonia Mundi/K 617; 2008)

## Nachweise
1. ↑  James R, Oestreich, Updated by Reality: Handel on Love and War, New York Times, June 2, 2003.
2. ↑  Anne Midgette, A Change in Santa Fe Opera in More Ways Than One, New York Times, August 19, 2004.
3. ↑  Stephen Mudge, Sound Bites: Christophe Dumaux (Memento vom 20. Oktober 2012 im Internet Archive), Opera News, May 2004. Abgerufen am 6. Juli 2008.
4. ↑   Biography at Glyndebourne Opera (Memento vom 20. Juli 2008 im Internet Archive).
5. ↑  Bernard Holland, As It Turns Out, She Was No Widow, She Was a Wife, New York Times, May 4, 2006.
6. ↑  Giulio Cesare in Egitto - Salzburger Festspiele 2025. Abgerufen am 2. August 2025: „Die Titelfigur wird von Countertenor Christophe Dumaux gespielt, der mit seinen außergewöhnlichen stimmlichen Fähigkeiten und seiner einzigartigen Bühnenpräsenz ein regelmäßiger Gast auf den großen internationalen Opernbühnen ist.“